# Перибонка (река)
Перибонка (фр. Péribonka) — река в регионе Сагеней — Озеро Сен-Жан, провинция Квебек (Канада).
В переводе с языка монтанье «pelipaukau» — река, намывающая песок. Впервые упоминается во французских хрониках 16 апреля 1679 г. Перибонка — главная река, впадающая в озеро Сен-Жан, из которой затем вытекает река Сагеней. В устье реки расположен одноимённый посёлок Перебонка. Перебонка берёт начало в горах Отиш.
Длина реки 451 км, площадь бассейна 28 200 км², средний расход воды в устье 438 м³/сек. Снего-дождевое питание. На реке сооружён каскад ГЭС Перебонка.
Одним из основных притоков Перибонки является, впадающая слева в нижнем течении, река Мануан, вытекающая из одноимённого озёра.